# Wołkowysk (stacja kolejowa)
Wołkowysk (biał. Ваўкавыск, ros. Волковыск) – węzłowa stacja kolejowa w miejscowości Wołkowysk, w rejonie wołkowyskim, w obwodzie grodzieńskim, na Białorusi.
Stacja Wołkowysk Centralny istniała przed II wojną światową. 31 grudnia 2018 lub 5 lutego 2019 zmieniono nazwę z Wołkowysk Centralny (biał. Ваўкавыск-Цэнтральны, ros. Волковыск-Центральный) na Wołkowysk.
Przy stacji znajduje się lokomotywownia.